# Емертинг
Емертинг (њем. Emmerting) општина је у њемачкој савезној држави Баварска. Једно је од 24 општинска средишта округа Алтетинг. Према процјени из 2010. у општини је живјело 4.074 становника. Посједује регионалну шифру (AGS) 9171114.

## Географски и демографски подаци
Емертинг се налази у савезној држави Баварска у округу Алтетинг. Општина се налази на надморској висини од 390 метара. Површина општине износи 14,1 km². У самом мјесту је, према процјени из 2010. године, живјело 4.074 становника. Просјечна густина становништва износи 289 становника/km².